# Campeonato Carioca de Futebol de 1973
O Campeonato Carioca de Futebol de 1973 foi a 75.ª edição da principal divisão do futebol no Rio de Janeiro.
A média de público foi de 15.486 torcedores pagantes por jogo.

## Regulamento
Sobre a fórmula do campeonato, o historiador Roberto Assaf (coautor do livro História dos Campeonatos Cariocas de Futebol: 1906-2010) afirma: “O Vasco ganhou o grupo A do terceiro turno, mas não foi às finais, porque o regulamento previa que o clube campeão desta chave deveria disputar uma partida extra com o clube que houvesse vencido um dos turnos anteriores, no caso o Flamengo. O jogo foi 0 a 0, e o Flamengo, que levava a vantagem do empate por ter ganho um turno de 12 clubes, eliminou o Vasco. O Fluminense, que ganhou o grupo B do terceiro turno em confronto contra o Botafogo, entrou em vantagem na decisão do título, contra o Flamengo. Venceu o primeiro jogo e foi campeão”.
Assim, o campeão do primeiro turno enfrentava o vencedor do grupo A do terceiro turno, para pegar na Final o vencedor do jogo entre o campeão do segundo turno contra o vencedor do Grupo B do terceiro turno. Caso um time vencesse um turno e seu grupo no terceiro turno, era classificado diretamente a Final (o que aconteceu com o Fluminense). Tratou-se de um dos mais confusos regulamentos do Campeonato Carioca. "(...) até agora não entendi", brincou Assaf, em 2019, sobre o formato.

## Classificação

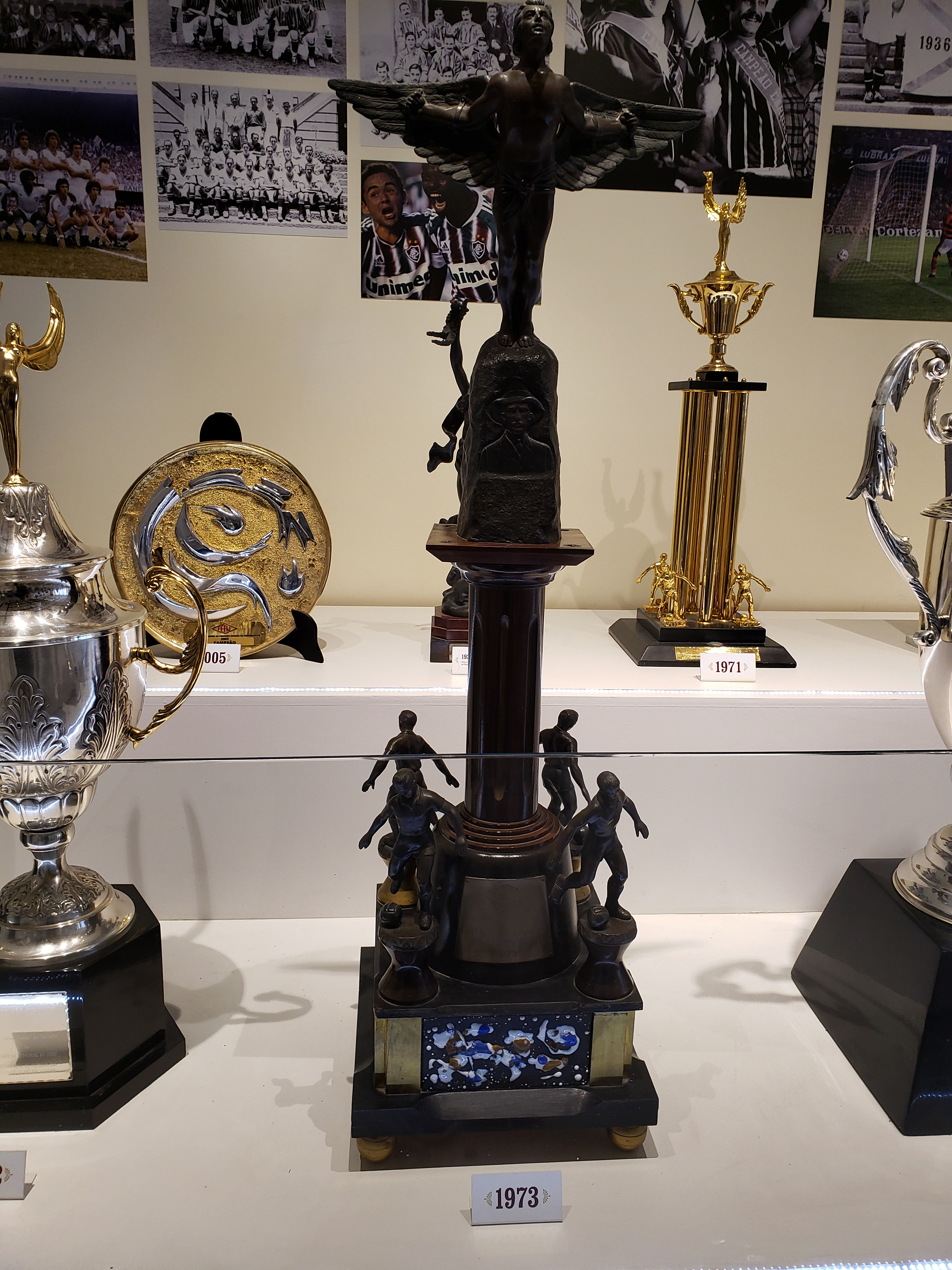
Taça do Campeonato Carioca de 1973.

### 1º turno (Taça Guanabara)
Apenas os oito primeiros colocados estão classificados para disputar o 2º e o 3º turnos.
| Classificação | Classificação | Classificação | Classificação | Classificação | Classificação | Classificação | Classificação | Classificação | Classificação |
| Pos           | Time          | PG            | J             | V             | E             | D             | GP            | GS            | SG            |
| ------------- | ------------- | ------------- | ------------- | ------------- | ------------- | ------------- | ------------- | ------------- | ------------- |
| 1             | Flamengo      | 20            | 11            | 9             | 2             | 0             | 17            | 4             | +13           |
| 2             | Vasco da Gama | 18            | 11            | 8             | 2             | 1             | 19            | 5             | +14           |
| 3             | Botafogo      | 17            | 11            | 7             | 3             | 1             | 24            | 14            | +10           |
| 4             | America       | 16            | 11            | 7             | 2             | 2             | 24            | 15            | +9            |
| 5             | Olaria        | 12            | 11            | 5             | 2             | 4             | 13            | 12            | +1            |
| 6             | Fluminense    | 11            | 11            | 4             | 3             | 4             | 13            | 8             | +5            |
| 7             | Bonsucesso    | 11            | 11            | 3             | 5             | 3             | 8             | 6             | +2            |
| 8             | Bangu         | 10            | 11            | 4             | 2             | 5             | 16            | 13            | +3            |
| 9             | Madureira     | 6             | 11            | 2             | 2             | 7             | 10            | 18            | -8            |
| 10            | Portuguesa    | 6             | 11            | 2             | 2             | 7             | 8             | 17            | -9            |
| 11            | Campo Grande  | 4             | 11            | 1             | 2             | 8             | 6             | 25            | -19           |
| 12            | São Cristóvão | 1             | 11            | 0             | 1             | 10            | 7             | 28            | -21           |

### 2º turno (Taça Francisco Laport)
| Classificação | Classificação | Classificação | Classificação | Classificação | Classificação | Classificação | Classificação | Classificação | Classificação |
| Pos           | Time          | PG            | J             | V             | E             | D             | GP            | GS            | SG            |
| ------------- | ------------- | ------------- | ------------- | ------------- | ------------- | ------------- | ------------- | ------------- | ------------- |
| 1             | Fluminense    | 11            | 7             | 4             | 3             | 0             | 14            | 4             | +10           |
| 1             | Vasco da Gama | 11            | 7             | 4             | 3             | 0             | 10            | 4             | +6            |
| 3             | Flamengo      | 9             | 7             | 4             | 1             | 2             | 13            | 5             | +8            |
| 4             | America       | 8             | 7             | 2             | 4             | 1             | 8             | 6             | +2            |
| 5             | Botafogo      | 7             | 7             | 2             | 3             | 2             | 8             | 7             | +1            |
| 6             | Bonsucesso    | 5             | 7             | 1             | 3             | 3             | 4             | 7             | -3            |
| 7             | Olaria        | 3             | 7             | 1             | 1             | 5             | 4             | 9             | -5            |
| 8             | Bangu         | 2             | 7             | 0             | 2             | 5             | 0             | 19            | -19           |

#### Decisão do 2º Turno
25/07/1973 Fluminense 1-0 Vasco da Gama

### 3º turno

#### Grupo A (Troféu Pedro Novaes)
| Classificação | Classificação | Classificação | Classificação | Classificação | Classificação | Classificação | Classificação | Classificação | Classificação |
| Pos           | Time          | PG            | J             | V             | E             | D             | GP            | GS            | SG            |
| ------------- | ------------- | ------------- | ------------- | ------------- | ------------- | ------------- | ------------- | ------------- | ------------- |
| 1             | Vasco da Gama | 8             | 4             | 4             | 0             | 0             | 6             | 0             | +6            |
| 2             | Flamengo      | 3             | 4             | 1             | 1             | 2             | 2             | 3             | -1            |
| 3             | America       | 3             | 3             | 1             | 1             | 1             | 3             | 6             | -3            |
| 4             | Bangu         | 2             | 4             | 0             | 2             | 2             | 1             | 3             | -2            |

#### Grupo B (Troféu José Ferreira Agostinho)
| Classificação | Classificação | Classificação | Classificação | Classificação | Classificação | Classificação | Classificação | Classificação | Classificação |
| Pos           | Time          | PG            | J             | V             | E             | D             | GP            | GS            | SG            |
| ------------- | ------------- | ------------- | ------------- | ------------- | ------------- | ------------- | ------------- | ------------- | ------------- |
| 1             | Fluminense    | 5             | 4             | 2             | 1             | 1             | 3             | 2             | +1            |
| 1             | Botafogo      | 5             | 4             | 2             | 1             | 1             | 7             | 3             | +4            |
| 3             | Olaria        | 2             | 3             | 1             | 0             | 2             | 1             | 3             | -2            |
| 4             | Bonsucesso    | 2             | 4             | 0             | 2             | 2             | 1             | 4             | -3            |

A partida entre Olaria e America pela última rodada não foi disputada.

##### Decisão do Grupo B
15/08/1973 Fluminense 1-0 Botafogo

### Fase Final
Fluminense classificado diretamente à decisão por ter vencido o 2º Turno e o Grupo B do 3º Turno.

#### Semifinal
19/08/1973 Flamengo 0-0 Vasco da Gama
Flamengo classificado.

## Decisão do título
A final, disputada entre Fluminense e Flamengo (4 a 2 para o primeiro), que foi disputada debaixo de muita chuva, perante 74.073 pagantes, teve no atacante Manfrini, autor de dois gols, o destaque da decisão.
FLAMENGO 2 x 4 FLUMINENSE
Data: 22 de agosto de 1973
Local: Estádio do Maracanã (Rio de Janeiro)
Público: 74.073 pagantes
Árbitro: José Faville Neto (SP)
Gols: 1° tempo: Fluminense 2 a 0 Flamengo, Manfrini aos 40 e Toninho aos 45; Final:Dario (FLA) aos 25 e 33, Manfrini aos 35 e Dionisio aos (FLU) 39.
Flamengo: Renato, Moreira, Chiquinho, Fred e Rodrigues Neto; Liminha, Zico e Paulo Cezar Lima; Vincentinho (Arilson), Dario e Sergio Galocha. Técnico: Zagallo.
Fluminense: Félix, Toninho, Bruñel, Assis, Marco Antônio; Pintinho, Cléber e Marquinhos; Dionisio, Manfrini e Lula. Técnico: Duque.